# Eparchia aleksandrowska
Eparchia aleksandrowska – jedna z eparchii Rosyjskiego Kościoła Prawosławnego, z siedzibą w Aleksandrowie. 
Eparchia została erygowana decyzją Świętego Synodu Rosyjskiego Kościoła Prawosławnego z 16 lipca 2013 poprzez wydzielenie z eparchii włodzimierskiej i suzdalskiej. Od momentu powstania jest częścią składową metropolii włodzimierskiej.
Eparchia obejmuje terytorium rejonów aleksandrowskiego, kirżackiego, kolczugińskiego, pietuszyńskiego i jurjew-polskiego obwodu włodzimierskiego.
W 2014 w skład eparchii wchodziły 73 parafie, zgrupowane w pięciu dekanatach, a także 10 monasterów (5 męskich i 5 żeńskich), zgrupowanych w trzech dekanatach.

## Biskupi aleksandrowscy
- Eustachy (Jewdokimow), 2014–2018[3]
- Innocenty (Jakowlew), 2018[4]-2024[5]
- Stefan (Priwałow), od 2025[6]